# Sena (Huesca)
Sena ist eine Gemeinde in der Provinz Huesca in der Autonomen Gemeinschaft Aragonien in Spanien. Sie liegt in der Comarca Monegros im Tal des Río Alcanadre an der Straße von Sariñena nach Fraga (Huesca).

## Bevölkerungsentwicklung seit 1900
| 1900 | 1910 | 1920  | 1930  | 1940  | 1950  | 1960  | 1970 | 1981 | 1991 | 1996 | 2001 | 2006 |
| ---- | ---- | ----- | ----- | ----- | ----- | ----- | ---- | ---- | ---- | ---- | ---- | ---- |
| 942  | 992  | 1.225 | 1.206 | 1.065 | 1.011 | 1.014 | 883  | 765  | 610  | 615  | 577  | 556  |

## Sehenswürdigkeiten
- Die Casa Consistorial aus dem 16. Jahrhundert.
- Die Kirche aus dem 16. Jahrhundert an der Stelle einer romanischen Kirche.
- Das vom Kloster Sigena abhängige Kloster der unbeschuhten Karmelitinnen aus dem 16. Jahrhundert.
- Verschiedene archäologische Fundstätten, darunter ein westgotischer Friedhof.